# Долгая Вершина
Долгая Вершина — село в Белинском районе Пензенской области России. Входит в состав Студенского сельсовета.

## География
Село находится в юго-западной части Пензенской области, в пределах Приволжской возвышенности, на правом берегу ручья Долгая Вершина (Дубового) (приток реки Поим, на расстоянии примерно 25 километров (по прямой) к северо-западу от города Белинский, административного центра района. Абсолютная высота — 184 метра над уровнем моря.

## История
Основана в начале XX века старообрядцами. По состоянию на 1911 год входила в состав Поимской волости Чембарского уезда. Имелось девять дворов.
В 1939 году в составе Редкодубского сельсовета Поимского района. В 1955 году являлась частью Черногайского сельсовета Поимского района. Действовал колхоз имени Ворошилова (в 80-е годы — отделение совхоза имени Георгия Димитрова).

## Население
| 1911 | 1926 | 1930 | 1939 | 1959 | 1979 | 1989 |
| ---- | ---- | ---- | ---- | ---- | ---- | ---- |
| 89   | ↗318 | ↗390 | ↘349 | ↘304 | ↘108 | ↘59  |
| 1996 | 2002 | 2010 |      |      |      |      |
| ↘53  | ↘35  | ↘2   |      |      |      |      |

Половой состав
По данным Всероссийской переписи населения 2010 года в гендерной структуре населения мужчины составляли 100 %.
Национальный состав
Согласно результатам переписи 2002 года, в национальной структуре населения русские составляли 97 % из 35 чел.